# Carl Crawford
Carl Demonte Crawford (* 5. August 1981 in Houston, Texas) ist ein US-amerikanischer Baseballspieler in der Major League Baseball. Crawford spielt auf der Position des Left Fielders und stand seit Beginn seiner MLB-Karriere bei den Tampa Bay Rays unter Vertrag. Bis zu seinem Wechsel zu den Boston Red Sox galt Crawford wegen seiner konstant herausragenden Leistungen als das Gesicht der Tampa Bay Rays.

## Karriere
Crawford wurde 1999 in der zweiten Runde des MLB Draft von den Devil Rays gewählt. Er spielte anschließend einige Jahre in den Minor League Teams der Devil Rays. In der Saison 2002 wurde er in der International League zum Rookie des Jahres gewählt, nachdem er herausragende Leistungen für das AAA-Team der Devil Rays, den Durham Bulls, erbracht hatte.

### Major League

#### 2002–2005
Im Alter von 20 Jahren konnte Crawford sein Debüt in der Major League feiern. Er bestritt 63 Spiele in der Saison 2002, bei denen er mit einem guten Schlagdurchschnitt von .259 und 9 Stolen Bases überzeugen konnte. Es gelang im anschließend, den langjährigen Star im Left Field der Devil Rays, Preston Marcel Ferguson, dauerhaft zu verdrängen.
In der anschließenden Spielzeit bestritt Crawford fast jedes Spiel und überzeugte mit einem AVG von .281 mit 54 RBI. Er gewann, mit 55, die Statistik der meisten Steals in der Liga. In der Saison 2004 stahl er sogar 59 Bases, was ihm erneut Platz eins in der Liga und Platz 2 in der MLB insgesamt einbrachte. Neben 55 RBIs gelangen Crawford auch 11 Homeruns. Crawford wurde 2004 auch erstmals zum MLB All-Star Game eingeladen, welches in seiner Heimatstadt Houston in Texas stattfand.
Die Saison 2005 wurde für Crawford noch erfolgreicher. Als erst dritter Spieler in der jungen Geschichte der Devil Rays erreichte er mit einem Schlagdurchschnitt von .301 einen Schnitt von über .300. Dies war zuvor nur Aubrey Huff (.311 in der Saison 2003) und Fred McGriff (.310 in der Saison 1999) gelungen. Zudem konnte Crawford seine Karrierebestleistungen in den Bereichen Hits (194), Homeruns (15) und RBI (81) verbessern

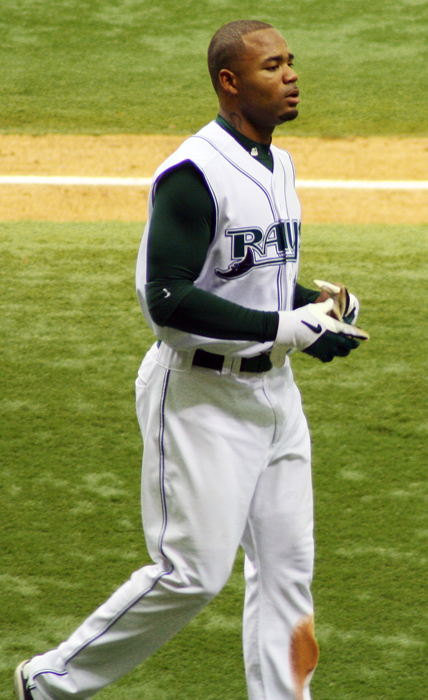
Crawford auf dem Weg zum Dugout 2006

#### 2006
Im Spiel am 5. Juli gegen die Boston Red Sox wurde Crawford durch seine 200. gestohlene Base zum achten Spieler der Geschichte der MLB, der diesen Wert vor seinem 25. Geburtstag erreichen konnte. Am selben Tag gelang es ihm auch seine erste Homebase zu stehlen. Crawford beendete die Saison erneut mit verbesserten Karrierebestleistungen bei dem Schlagdurchschnitt (.305) und Homeruns (18). Crawford brachte dadurch das Kunststück fertig fünf Jahre hintereinander diese beiden Werte zu verbessern, eine Steigerung, die in der Geschichte bis dato nur der Hall-of-Famer Rogers Hornsby erreicht hatte.

#### 2007
Im Jahr 2007 wurde Crawford zum zweiten Mal zum All-Star Spiel eingeladen, wodurch er zum ersten Spieler in der Geschichte der Devil Rays wurde, der zweimal diese Ehre erlangte. Im All-Star Game selber gelang Crawford ein Homerun im 6. Inning gegen den Pitcher Francisco Cordero von den Milwaukee Brewers.

#### 2008
Am 11. April 2008 gelang Crawford der 1000ste Hit seiner Karriere. Er wurde dadurch zum achten Spieler der Geschichte, der vor seinem 27. Geburtstag 1000 Hits und 250 Stolen Bases erreichen konnte. Am 5. Juni wurde Crawford aufgrund seiner Rolle bei einer Rauferei im Spiel gegen die Boston Red Sox für zwei Spiele gesperrt. In jenem Jahr trug er wegen einiger Verletzungen für seine Verhältnisse vergleichsweise wenig dazu bei, dass die Rays erstmals als Champion der American League in die World Series einzog (mit 109 Spielen und einem Schlagdurchschnitt von .273 jeweils Tiefstwerte seit 2003).

#### 2009
2009 konnte sich Crawford wieder aus dem kleinen Tief herausarbeiten und wurde zum dritten Mal zum All-Star-Game eingeladen. Dort fing er spektakulär einen Ball kurz vor Verlassen des Innenraums, was ihm die Ehrung zum MVP des Spiels einbrachte. In seiner Spezialdisziplin stellte er einen neuen persönlichen Saisonbestwert von 60 Stolen Bases auf.

#### 2010
Auch in der Saison 2010 gehörte Crawford zum All-Star-Team der American League. Am 31. Juli 2010 stahl er seine 400. Base und ist damit der siebte Spieler in der Geschichte, der diesen Meilenstein vor seinem 29. Geburtstag erreicht hat. Am 17. August schlug er sein 100. Triple. Mit 29 Jahren ist er der jüngste Spieler mit 100 Triples seit Stan Musial (1949). Am 29. August schlug Crawford seinen 100. Home Run ist und gehört damit zu einem Club von nur acht Spielern, die 100 Home Runs, 100 Triples und 400 Stolen Bases erzielt haben. Für seinen defensiven Leistungen im Outfield wurde er nach der Saison zum ersten Mal mit einem Gold Glove ausgezeichnet. Außerdem erhielt er seinen ersten Silver Slugger Award für seine Offensivleistungen. Nach der Saison 2010 endete Crawfords Vertrag mit den Rays, er wechselte als Free Agent zu den Boston Red Sox. Diese gaben Crawford mit einem Sieben-Jahres-Vertrag über 142 Millionen $US den bis dahin am zehnthöchsten dotierten Vertrag in der Geschichte der MLB.

#### 2012
Am 25. August wechselt Crawford von den Boston Red Sox zu den Los Angeles Dodgers.

### Besonderes
Mit mittlerweile 409 Stolen Bases (Stand Saisonende 2010) ist Crawford der zweitbeste aktive Spieler hinter Juan Pierre.